# Tennis Court
"Tennis Court" é uma canção da cantora e compositora neozelandesa Lorde, gravada para o seu primeiro álbum de estúdio Pure Heroine. Foi lançada como o segundo single do disco, sucedendo "Royals", em 7 de junho de 2013.

## Faixas e formatos
"Tennis Court" foi liberada para download digital em 7 de junho de 2013, contendo a faixa-título e a canção "Swingin' Party". No Reino Unido, foi editado um extended play (EP) da obra, que além dos dois temas apresentados na versão single, abrangeu mais duas músicas, "Biting Down" e "Bravado", ambas disponíveis no EP de estreia de Lorde, The Love Club. Curiosamente, a capa deste EP é a mesma que a de The Love Club, e isso ocorreu pois em alguns países o trabalho de estreia da cantora não foi lançado e, como substituição, este conjunto de faixas de Tennis Court foi liberado para vendas.
| Download digital |                  |         |  |
| N.º              | Título           | Duração |  |
| 1.               | "Tennis Court"   | 3:18    |  |
| 2.               | "Swingin' Party" | 3:42    |  |

| Tennis Court: EP |                  |         |  |
| N.º              | Título           | Duração |  |
| 1.               | "Tennis Court"   | 3:18    |  |
| 2.               | "Swingin' Party" | 3:42    |  |
| 3.               | "Biting Down"    | 3:33    |  |
| 4.               | "Bravado"        | 3:41    |  |

## Desempenho nas paradas musicais

### Posições
| Parada musical (2013)                 | Melhor posição |
| ------------------------------------- | -------------- |
| Alemanha - Media Control AG           | 83             |
| Austrália - ARIA Charts               | 20             |
| Bélgica - Ultratip (Flandres)         | 4              |
| Bélgica - Ultratip (Valônia)          | 28             |
| Canadá - Canadian Hot 100             | 78             |
| Estados Unidos - Billboard Hot 100    | 71             |
| Estados Unidos - Rock Songs           | 9              |
| Estados Unidos - Rock Streaming Songs | 5              |
| França - SNEP                         | 193            |
| Nova Zelândia - Recorded Music NZ     | 1              |
| Reino Unido - UK Singles Chart        | 78             |
| Ucrânia - ФДР Україна чартах          | 11             |

### Certificações
| Austrália (ARIA) | 2× Platina | + 140.000^ |
| Canadá (Music Canada) | Ouro       | + 40.000^  |
| Nova Zelândia (RMNZ) | 2× Platina | + 30.000*  |
| * Número de vendas definido com base apenas no nível de certificação. ^ Número de embarques definido com base apenas no nível de certificação. |            |            |